# Фенетоловая красная
Фенетоловая красная или кокиинин — малоупотребимый искусственный пигмент, по составу представляющий натриевую соль амидофенетолазо-β-нафтолдисульфокислоты. Приготовляется взаимодействием солянокислого диазофенетола и β-нафтолдисульфокислоты. По внешности — коричнево-красный порошок, легко растворимый в воде и спирте. Окрашивает шёлк и шерсть в кислой ванне непосредственно в темно-красный цвет, довольно прочный по отношению к кислотам, щелочам и мылу.